# Эндрюс, Эдвард
Эдвард Эндрюс (англ.  Edward Andrews), имя при рождении Эдвард Брайан Эндрюс – младший (англ.  Edward Bryan Andrews Jr.; 9 октября 1914 – 8 марта 1985) – американский актёр театра, кино и телевидения 1930-1980-х годов.
Эндрюс известен по характерным ролям в таких фильмах, как «История в Феникс-Сити» (1955), «Тем тяжелее падение» (1956), «Чай и симпатия» (1956), «Элмер Гантри» (1960), «Совет и согласие» (1962), «Тора! Тора! Тора!» (1970), «Аванти!» (1972), «Гремлины» (1984) и «Шестнадцать свечей» (1984).

## Ранние годы и театральная карьера
Эдвард Эндрюс, имя при рождении Эдвард Брайан Эндрюс – младший,  родился 9 октября 1914 года в Гриффине, Джорджия, США, в семье священника.
Он вырос в Питтсбурге, где увлёкся театром, и впервые вышел на сцену в 1926 году в возрасте 12 лет . Позднее Эндрюс жил в Улинге, Западная Виргиния. Три года Эндрюс отучился в Виргинском университете.

## Театральная карьера
В 1935 году Эндрюс начал бродвейскую карьеру, сыграв в спектакле «Как красиво в туфлях».
Вскоре последовали роли в спектаклях «Сквозь горе, тоску и утраты» (1936), «За красными огнями» (1937) и «Время твоей жизни» (1939-1940), который был удостоен Пулитцеровской премии.
Театральная карьера Эндрюса прервалась во время Второй мировой войны, когда в чине капитана он служил командиром 751 батальона полевой артиллерии. За свою службу в 1945 году он был награждён медалью «Бронзовая звезда» .
После перерыва, вызванного Второй мировой войной, в 1949 году Эндрюс вернулся на бродвейскую сцену, сыграв вплоть до 1959 года в семи спектаклях, среди которых «Они знали, чего хотят» (1949), «Мальчики миссис Гиббонс» (1949), «Извините за наш французский» (1950-1951), «Время ухаживания» (1951), «Я камера» (1951-1952), «Визит на маленькую планету» (1957-1958) и «Беседка» (1958-1959). В 1952 году в течение сезона он гастролировал со спектаклем «Я знаю свою любовь» с гастрольной труппой Альфреда Ланта и Линн Фонтэнн.

## Карьера в кинематографе
Впервые Эндрюс появился на экране в короткометражной комедии «Русское искусство» (1936) . В следующий раз Эндрюс появился на экране в эпизодической роли (без указания в титрах) в романтической комедии «Ребро Адама» (1949) .
Наконец, в 1955 году в возрасте 40 лет Эндрюс «незабываемо дебютировал в кино в роли хитрого и лицемерного, коррумпированного политического дельца» с расистскими убеждениями в фильме нуар «История в Феникс-Сити» (1955) . В совей рецензии на фильм журнал Variety особенно выделил игру «Эндрюса в роли угрожающего, полностью правдоподобного криминального царя».
В 1956 году Эндрюс появился с Деборой Керр в мелодраме «Чай и симпатия» (1956), сыграв жёсткого отца главного героя, 17-летнего парня (Джон Керр), требующего от сына не увлекаться поэзией и музыкой, а вести себя так же, как остальные мальчики в классе. В том же году Эндрюс сыграл прожжённого спортивного промоутера в боксёрском фильме нуар «Тем тяжелее падение» (1956) с Хамфри Богартом в главной роли спортивного журналиста.. Затем последовали роли в вестерне с Ричардом Иганом «Напряжённость в Тейбл-Роке» (1956), а также в нуарной мелодраме с Эстер Уильямс «Неосторожность» (1956), где снова сыграл отца старшеклассника (Джон Сэксон), который «несёт ответственность за хищническое поведение своего сына». Как пишет историк кино Джефф Стаффорд, «на первый взгляд Беннетт (герой Эндрюса) — уважаемый в городе человек, но его официозное поведение скрывает его истинную личность психопата и женоненавистника». Как далее отмечает критик, «именно неожиданно жуткая игра Эндрюса делает фильм захватывающим и наполняет его скрытым настроением злобы и угрозы». В том же году Эндрюс сыграл роли второго плана в мелодраме с Джеймсом Кэгни и Барбарой Стэнвик «Эти дикие годы» (1956) и в политической драме с Рэем Милландом «Трое отважных мужчин» (1956) .
В 1957 году вышел фильм нуар с Джеффом Чандлером «Порванное платье» (1957), где Эндрюс сыграл небольшую роль адвоката из небольшого городка, которого быстро отстраняют от дела после того, как он предлагает своему клиенту признать вину и заключить сделку. Он также сыграл роли второго плана в фильме нуар «Жаркая летняя ночь» (1957) с Лесли Нильсеном и вестерне с Джоэлом Макри и Барбарой Стэнвик «Сержант Хук» (1957). Год спустя у него была небольшая роль судьи в вестерне «Злодей, который шёл на Запад» (1958), а ещё через год – маленькая роль с драме с Джули Лондон  «Ночь четверти Луны» (1959) .
По мнению обозревателя «Лос-Анджелес Таймс» Кэрол Макгроу и многих других изданий, «одной из самых известных ролей Эндрюса была роль Джорджа Бэббита, лицемерного бизнесмена со Среднего Запада», в драме «Элмер Гантри» (1960) с Бертом Ланкастером в заглавной роли странствующего евангелиста, сделавшего проповеди источником хорошего заработка. После этого Эндрюс сыграл роль министра обороны в фантастической семейной комедии с Фредом Макмюрреем «Отмороженный профессор» (1961) и её сиквеле «Сын Флаббера» (1963). В 1961 году Эндрюс также сыграл значимые роли второго плана в криминальной драме о молодёжи «Юные дикари» (1961) с Бертом Ланкастерм в главной роли, а также в медицинской драме с Фредриком Марчем «Молодые врачи» (1961) .
В 1962 году Эндрюс сыграл роль сенатора в политическом триллере «Совет и согласие» (1962), в котором снялись такие звёзды, как Генри Фонда, Франшо Тоун, Уолтер Пиджон, Чарльз Лоутон, Лью Эйрс и другие. У него также была роль второго плана в комедии с Тони Кёртисом «Сорок фунтов неприятностей» (1962) . Начиная с 1963 года, Эндрюс снялся в трёх романтических комедиях с участием Дорис Дэй. Первой из них была «Доведённый до ручки» (1963), где Эндрюс предстал в образе нервно-возбуждённого мужа одной из героинь. Другими совместными фильмами с Дэй стали «Не присылай мне цветы» (1964), где Эндрюс сыграл врача, и «Лодка со стеклянным дном» (1966), где Эндрюс был генералом. В этот период Эндоюс снялся ещё в нескольких комедиях, среди которых «Хороший сосед Сэм» (1964) с Джеком Леммоном и Роми Шнайдер, «Медная лампа» (1964) с Тони Рэндаллом, «Поцелуи для моего президента» (1964) с Макмюрреем и «Пушистый» (1965), снова с Рэндаллом.
После ряда неприметных фильмов в 1969 году Эндрюс сыграл в музыкальной комедии с Элвисом Пресли «Неприятности с девушками» (1969), а затем «сильно сыграл роль адмирала Гарольда Старка» в военной драме «Тора! Тора! Тора!» (1970) . В 1971 году Эндрюс сыграл в комедиях «Как подставить Фигга» (1971), где он был коррумпированным мэром, после чего «очень убедительно сыграл сотрудника госдепартамента» в романтической комедии с Джеком Леммоном «Аванти!»  (1972). Он также появился в семейных фантастических комедиях «Утка за миллион долларов» (1971) и «Сейчас вы увидите его, сейчас вас не станет» (1972) с молодым Куртом Расселлом. Он также был банкиром в семейной фэнтези-комедии «Чарли и Ангел» (1972) с участием Макмюррея и Расселла. После нескольких проходных фильмов в 1984 году Эдвардс появился сразу в двух значимых картинах. Он сыграл банкира в хоррор-комедии «Гремлины» (1984) и дедушку главной героини (Молли Рингуолд) в романтической картине о подростках «Шестнадцать свечей» (1984). Эти фильмы стали последними в кинокарьере Эндрюса. 

## Карьера на телевидении
С 1949 до 1982 года Эндрюс сыграл на телевидении в 232 эпизодах 132 различных сериалов.
В военно-морском ситкоме «Бродсайд» (1964-1965, 32 эпизода) Эндрюс играл главную мужскую роль начальника военной базы на Тихом океане во время Второй мировой войны, в подчинение которому направили группу из четырёх женщин. В 1970-1972 годах Эндрюс сыграл роль издателя в пяти эпизодах ситкома «Шоу Дорис Дэй». В 1979 году Эндрюс играл постоянную роль в фантастическом приключенческом сериале «Суперпоезд» (1979, 9 эпизодов).
Кроме того, Эндрюс сыграл гостевые роли в таких сериалах, как «Первая студия» (1949-1958, 10 эпизодов), «Мама» (1950, 2 эпизода), «Театр Пулитцеровской премии» (1951), «Телевизионный театр Goodyear» (1952-1957, 3 эпизода), «Современные романы» (1954, 5 эпизодов), «Роберт Монтгомери представляет» (1954-1957, 8 эпизодов), «Час «Юнайтед Стейтс Стил»» (1954-1960, 8 эпизодов), «Шайенн» (1955), «Кульминация» (1956-1958, 2 эпизода), «Театр «Алкоа»» (1957), «Сумеречная зона» (1960-1964, 2 эпизода), «Шоссе 66» (1961), «Доктор Килдэр» (1961), «Триллер» (1961-1962, 3 эпизода), «Театр Дженерал Электрик» (1961-1962, 2 эпизода), «Сыромятная плеть» (1961-1962, 2 эпизода), «Обнажённый город» (1962), «Бонанза» (1963-1971, 2 эпизода), «Час Альфреда Хичкока» (1964), «Дымок из ствола» (1965), «ФБР» (1965-1971, 3 эпизода), «Деревенщина из Беверли-Хиллз» (1966), «Захватчики» (1967), «Айронсайд» (1967), «Шоу Энди Гриффита» (1967), «Я мечтаю о Джинни» (1968, 2 эпизода), «Моя жена меня приворожила» (1969-1970, 2 эпизода), «Любовь по-американски» (1969-1973, 4 эпизода), «Отдел 5-0» (1970), «Улицы Сан-Франциско» (1972), «Макмиллан и жена» (972-1973, 2 эпизода), «Арчер» (1975), «Женщина-полицейский» (1975), «Лодка любви» (1977), «Ангелы Чарли» (1977), «Остров фантазий» (1978), «Битва планет» (1978-1979, 4 эпизода) и «Медэксперт Куинси» (1979).
Эндрюс также сыграл в 21 телефильме, среди которых «Смерть коммивояжёра» (1966), «Банда стариков» (1969), «Человек, который пришёл на ужин» (1972) и «Колокол, книга и свеча» (1976) .

## Актёрское амплуа и оценка творчества
Эдвард Эндрюс был высоким (188 см), крупным актёром с выразительным лицом, в фирменных очках в роговой оправе. Эндрюс «использовал свой дружелюбный вид, чтобы изображать спокойно угрожающих злодеев и блефующих, коварных бюрократов так же легко, как он играл добродушных, жизнерадостных персонажей; он часто играл как невинных простаков, так и умных акул бизнеса». Лучезарный, сердечный характерный актёр в непременных очках, Эндрюс мог сыграть и злодея, «хотя предпочитал комедию, гордясь своим особым жестом, когда он грозил пальцем, что всегда вызывало громкий смех зрителей».
В начале карьеры Эндрюсу неоднократно доводилось играть зловещих, коррумпированных бизнесменов или чиновников, а также бессердечных, требовательных отцов. С другой стороны, его дружелюбные манеры делали его естественным кандидатом на роли весёлого дедушки или добродушного бизнесмена из маленького городка. По мере старения волосы Эндрюса совершенно поседели, и в своих роговых очках он стал ещё больше соответствовать образу раздражительного босса, скрытного бизнесмена или другого официозного лица. Он стал идеально подходить на роли напыщенных, чрезмерно амбициозных военных офицеров, политиков и адвокатов. 
Эндрюс дебютировал на сцене в возрасте двенадцати лет. В дальнейшем его более чем 50-летняя карьера включала 51 фильм и 31 бродвейскую постановку. Знакомое лицо Эдварда Эндрюса было можно увидеть в характерных ролях во многих фильмах, а также в многочисленных телевизионных шоу. Разносторонний актёр, он мог сыграть как злобного бандита, так и любезного комического персонажа. Он запомнился как весёлый, обаятельный, но готовый к убийству лидер коррумпированной политической машины в фильме нуар «История в Феникс-сити» (1955), а в конце карьеры - как заботливый дедушка Молли Рингуолд в комедийной мелодраме «Шестнадцать свечей» (1984) .
В то время как его лицо было хорошо знакомо, его имя не всегда могли вспомнить, и, как говорил Эндрюс, его это устраивало, потому что это обеспечивало ему профессиональное долголетие. Как он сказал в одном из интервью, «что вы получаете, так это людей, которые с тобой разговаривают. Они откуда-то знают тебя, но они не думают о тебе как об актёре. Они останавливаются и спрашивают: «Гарри, как дела в Майами?» Я научился на собственном опыте не спорить с ними».

## Личная жизнь
С 1955 вплоть до своей смерти в 1985 году Эндрюс был женат на Эмили Джин Барнс (англ. Emily Jean Barnes). У пары родилось трое детей: Эдвард III, Эбигейл и Табита .

## Смерть
Эдвард Эндрюс умер 8 марта 1985 года в больнице в Санта-Монике, Калифорния, куда его срочно доставили после инфаркта, случившегося в этот день у него дома в Пасифик Пэлисейдс. Его было 70 лет.
У Эндрюса остались жена Эмили Эндрюс и трое детей: Эбигейл Нейш из Портленда, штат Орегон, Табита Эндрюс из Пасифик Палисейдс и Эдвард Эндрюс III из Санта-Крус.

## Фильмография
| Год        |     | Русское название                          | Оригинальное название                           | Роль                                   |
| ---------- | --- | ----------------------------------------- | ----------------------------------------------- | -------------------------------------- |
| 1936       | кор | Русское искусство                         | Rushin' Art                                     | делающий ставку                        |
| 1939       | кор | Трёхминутный запал                        | Three-Minute Fuse                               | Клер Биглер                            |
| 1949       | ф   | Ребро Адама                               | Adam's Rib                                      | сосед Кипа (в титрах не указан)        |
| 1949—1951  | с   | Руки убийства                             | Hands of Murder                                 | разные роли (4 эпизода)                |
| 1949—1958  | с   | Первая студия                             | Studio One                                      | разные роли (10 эпизодов)              |
| 1950       | с   | Мама                                      | Mama                                            | мистер Джордан (2 эпизода)             |
| 1951       | с   | Телевизионный театр «Филко»               | The Philco Television Playhouse                 | (1 эпизод)                             |
| 1951       | с   | Пулитцеровский театр                      | Pulitzer Prize Playhouse                        | (1 эпизод)                             |
| 1951—1957  | с   | Театр звёзд «Шлитца»                      | Schlitz Playhouse of Stars                      | разные роли (2 эпизода)                |
| 1952—1957  | с   | Телевизионный театр Goodyear              | Goodyear Television Playhouse                   | разные роли (3 эпизода)                |
| 1953       | с   | Саспенс                                   | Suspense                                        | (1 эпизод)                             |
| 1954       | с   | Современные романы                        | Modern Romances                                 | разные роли (5 эпизодов)               |
| 1954— 1957 | с   | Роберт Монтгомери представляет            | Robert Montgomery Presents                      | разные роли (8 эпизодов)               |
| 1954—1960  | с   | Час «Юнайтед Стейтс Стил»                 | The United States Steel Hour                    | разные роли (8 эпизодов)               |
| 1955       | ф   | История в Феникс-Сити                     | The Phenix City Story                           | Ретт Таннер                            |
| 1955       | с   | Шайенн                                    | Cheyenne                                        | Данкан (1 эпизод)                      |
| 1955       | с   | Звезда этим вечером                       | Star Tonight                                    | доктор Сэм Рэнкин (1 эпизод)           |
| 1955       | с   | Телевизионный театр «Крафта»              | Kraft Television Theatre                        | (1 эпизод)                             |
| 1955       | с   | Важный материал                           | The Big Story                                   | (1 эпизод)                             |
| 1955       | с   | Театр «Армстронга»                        | Armstrong Circle Theatre                        | (1 эпизод)                             |
| 1956       | ф   | Тем тяжелее падение                       | The Harder They Fall                            | Джим Уэйерхоуз                         |
| 1956       | ф   | Чай и симпатия                            | Tea and Sympathy                                | Херб Ли                                |
| 1956       | ф   | Напряжённость в Тейбл-Роке                | Tension at Table Rock                           | Кирк                                   |
| 1956       | ф   | Эти дикие годы                            | These Wilder Years                              | Лиланд Г. Споттсфорд                   |
| 1956       | ф   | Неосторожность                            | The Unguarded Moment                            | мистер Беннетт                         |
| 1956       | ф   | Трое храбрых мужчин                       | Three Brave Men                                 | мэр Генри Л. Дженсен                   |
| 1956       | с   | Час «Кайзер Алюминиум»                    | The Kaiser Aluminum Hour                        | майор Берман (1 эпизод)                |
| 1956       | с   | Справедливость                            | Justice                                         | Генри (1 эпизод)                       |
| 1956—1958  | с   | Кульминация                               | Climax!                                         | разные роли (2 эпизода)                |
| 1957       | ф   | Жаркая летняя ночь                        | Hot Summer Night                                | помощник шерифа Лу Фоллетт             |
| 1957       | ф   | Порванное платье                          | The Tattered Dress                              | Лестер Роулингс                        |
| 1957       | ф   | Сержант Хук                               | Trooper Hook                                    | Чарли Траверс                          |
| 1957       | с   | Час «Алкоа»                               | The Alcoa Hour                                  | Джордж (1 эпизод)                      |
| 1957       | с   | Сборник                                   | Omnibus                                         | полковник Ливингстон (1 эпизод)        |
| 1957       | с   | Шоу Фила Силверса                         | The Phil Silvers Show                           | разные роли (3 эпизода)                |
| 1958       | ф   | Злодей, который шёл на Запад              | The Fiend Who Walked the West                   | судья Паркер                           |
| 1958       | с   | Дневной спектакль                         | Matinee Theatre                                 | (1 эпизод)                             |
| 1958       | с   | Театр 90                                  | Playhouse 90                                    | Роджер Блэксли (1 эпизод)              |
| 1958       | с   | Шоу месяца Дюпона                         | The DuPont Show of the Month                    | мэр Ян Ван Боркем (1 эпизод)           |
| 1958       | с   | Подозрение                                | Suspicion                                       | Карл (1 эпизод)                        |
| 1958       | с   | Решение                                   | Decision                                        | Андерс (1 эпизод)                      |
| 1959       | ф   | Ночь четверти Луны                        | Night of the Quarter Moon                       | Клинтон Пейдж                          |
| 1959       | с   | Дальнейшие приключения Эллери Куина       | The Further Adventures of Ellery Queen          | (1 эпизод)                             |
| 1959       | с   | Приключения в раю                         | Adventures in Paradise                          | Теодор Крамер (1 эпизод)               |
| 1960       | ф   | Элмер Гантри                              | Elmer Gantry                                    | Джордж Ф. Бэббитт                      |
| 1960       | тф  | Океан О’Коннора                           | O'Conner's Ocean                                | Бен Меттьюз (1 эпизод)                 |
| 1960       | с   | Гонконг                                   | Hong Kong                                       | Тед Карсон (1 эпизод)                  |
| 1960       | с   | Неприкасаемые                             | The Untouchables                                | Е. Карлтон Данкан (1 эпизод)           |
| 1960       | с   | Театр Роберта Херриджа                    | The Robert Herridge Theater                     | мистер Саммерс (1 эпизод)              |
| 1960— 1964 | с   | Сумеречная зона                           | The Twilight Zone                               | разные роли (2 эпизода)                |
| 1961       | ф   | Отмороженный профессор                    | The Absent Minded Professor                     | министр обороны                        |
| 1961       | ф   | Любовь в вазе с золотыми рыбками          | Love in a Goldfish Bowl                         | сенатор Клайд Холлоуэй                 |
| 1961       | ф   | Молодые врачи                             | The Young Doctors                               | Джим Бэннистер                         |
| 1961       | ф   | Юные дикари                               | The Young Savages                               | Р. Дэниел Коул                         |
| 1961       | с   | Доктор Килдэр                             | Dr. Kildare                                     | Артур Пенмор (1 эпизод)                |
| 1961       | с   | Сотня Кейна                               | Cain's Hundred                                  | Херман Комбс (1 эпизод)                |
| 1961       | с   | Защитники                                 | The Defenders                                   | Уоррен Сперлинг (1 эпизод)             |
| 1961       | с   | Вне закона                                | Outlaws                                         | Вексер (1 эпизод)                      |
| 1961       | с   | Шоссе 66                                  | Route 66                                        | Фрэнсис Оливер (1 эпизод)              |
| 1961       | с   | Марджи                                    | Margie                                          | Эндрю Монтагю II (1 эпизод)            |
| 1961       | с   | Следуй за солнцем                         | Follow the Sun                                  | Сэмюэл П. Фогерти (1 эпизод)           |
| 1961       | с   | Театр 62                                  | Theatre '62                                     | капитан Прескотт (1 эпизод)            |
| 1961—1962  | с   | Триллер                                   | Thriller                                        | разные роли (3 эпизода)                |
| 1961—1962  | с   | Театр «Дженерал Электрик»                 | General Electric Theater                        | разные роли (2 эпизода)                |
| 1961—1962  | с   | Сыромятная плеть                          | Rawhide                                         | разные роли (2 эпизода)                |
| 1962       | ф   | Совет и согласие                          | Advise & Consent                                | сенатор Оррин Нокс                     |
| 1962       | ф   | Сорок фунтов неприятностей                | 40 Pounds of Trouble                            | Херман                                 |
| 1962       | тф  | Бедный мистер Кэмпбелл                    | Poor Mr. Campbell                               | Харли Кемпбелл                         |
| 1962       | с   | Семья Маккой                              | The Real McCoys                                 | Гарри (1 эпизод)                       |
| 1962       | с   | Обнажённый город                          | Naked City                                      | Уильям Чайлдс (1 эпизод)               |
| 1962       | с   | Премьера «Алкоа»                          | Alcoa Premiere                                  | Фрэнк Шелтон (1 эпизод)                |
| 1962       | с   | Бен Кэйси                                 | Ben Casey                                       | разные роли (2 эпизода)                |
| 1962       | с   | Шоу Дика Пауэлла                          | The Dick Powell Show                            | полковник Джон Фуллер (1 эпизод)       |
| 1962       | с   | Новое поколение                           | The New Breed                                   | Хатч Хатчинс (1 эпизод)                |
| 1962       | с   | Одиннадцатый час                          | The Eleventh Hour                               | Ричардсон Хорберт (1 эпизод)           |
| 1962       | с   | Святые и грешники                         | Saints and Sinners                              | Арнольд Фосс (1 эпизод)                |
| 1962       | с   | Приграничный цирк                         | Frontier Circus                                 | Дюк Феликс Отвей (1 эпизод)            |
| 1963       | ф   | Человек из Галвестона                     | The Man from Galveston                          | Алонзо Хайд                            |
| 1963       | ф   | Сын Флаббера                              | Son of Flubber                                  | министр обороны                        |
| 1963       | ф   | Возбуждение от всего этого                | The Thrill of It All                            | министр обороны                        |
| 1963       | с   | Великое приключение                       | The Great Adventure                             | мэр Уильям Марч «Босс» Твид (1 эпизод) |
| 1963—1971  | с   | Бонанза                                   | Bonanza                                         | разные роли (2 эпизода)                |
| 1964       | ф   | Медная лампа                              | The Thrill of It All                            | профессор Кентон                       |
| 1964       | ф   | Хороший сосед Сэм                         | Good Neighbor Sam                               | мистер Бёрк                            |
| 1964       | ф   | Поцелуи для моего президента              | Kisses for My President                         | сенатор Уолш                           |
| 1964       | ф   | Не присылай мне цветы                     | Send Me No Flowers                              | доктор Моррисси                        |
| 1964       | ф   | Тигр идёт                                 | A Tiger Walks                                   | губернатор Роббинс                     |
| 1964       | ф   | Молодой Хоук                              | Youngblood Hawke                                |                                        |
| 1964       | с   | Час Альфреда Хичкока                      | The Alfred Hitchcock Hour                       | Бингэм (1 эпизод)                      |
| 1964       | с   | Мистер Новак                              | Mr. Novak                                       | Уиттиер (1 эпизод)                     |
| 1964 —1965 | с   | Бродсайд                                  | Broadside                                       | командор Роджер Эдриан (32 эпизода)    |
| 1965       | ф   | Пушистый                                  | Fluffy                                          | Гризвальд                              |
| 1965       | с   | Шоу братьев Смотерс                       | The Smothers Brothers Show                      | Клайд Лидекер (1 эпизод)               |
| 1965       | с   | Дымок из ствола                           | Gunsmoke                                        | Этан Харпер (1 эпизод)                 |
| 1965—1971  | с   | ФБР                                       | The F.B.I.                                      | разные роли (3 эпизода)                |
| 1966       | ф   | Птицы делают это                          | Birds Do It                                     | генерал Смитбёрн                       |
| 1966       | ф   | Лодка со стеклянным дном                  | The Glass Bottom Boat                           | генерал Уоллес Бликер                  |
| 1966       | тф  | Смерть коммивояжера                       | Death of a Salesman                             | Чарли                                  |
| 1966       | с   | Деревенщина из Беверли-Хиллз              | The Beverly Hillbillies                         | коммодор Стюарт Реттерман (1 эпизод)   |
| 1966       | с   | Девушка от АНКЛ                           | The Girl from U.N.C.L.E.                        | Конрад Россано (1 эпизод)              |
| 1966       | с   | Мистер Потрясающий                        | Mr. Terrific                                    | шеф (1 эпизод)                         |
| 1967       | ф   | Мальчики Харди: Тайна китайского накомана | The Hardy Boys: The Mystery of the Chinese Junk | доктор Монтроуз                        |
| 1967       | с   | Шоу Энди Гриффита                         | The Andy Griffith Show                          | профессор Хьюберт Сент-Джон (1 эпизод) |
| 1967       | с   | Спасай свою жизнь                         | Run for Your Life                               | Эндрю Доусон (1 эпизод)                |
| 1967       | с   | Дикий дикий запад                         | The Wild Wild West                              | Брейн (1 эпизод)                       |
| 1967       | с   | Эй, хозяин!                               | Hey, Landlord                                   | Харли Рейниер (1 эпизод)               |
| 1967       | с   | Час Дэнни Томаса                          | The Danny Thomas Hour                           | полковник Макадамс (1 эпизод)          |
| 1967       | с   | Захватчики                                | The Invaders                                    | Эванс (1 эпизод)                       |
| 1967       | с   | Айронсайд                                 | Ironside                                        | Мейсон Биллис (1 эпизод)               |
| 1967       | с   | Случайгая семья                           | Accidental Family                               | мистер Шепперд (1 эпизод)              |
| 1967—1981  | с   | Интуиция                                  | Insight                                         | разные роли (5 эпизодов)               |
| 1968       | тф  | Молодой одиночка                          | The Young Loner                                 | Берт Шеннон                            |
| 1968       | с   | Я мечтаю о Джинни                         | I Dream of Jeannie                              | профессор (2 эпизода)                  |
| 1968       | с   | Хорошие парни                             | The Good Guys                                   | Джей Е. Брэдли (1 эпизод)              |
| 1968       | с   | Оружие Уилла Соннетта                     | The Guns of Will Sonnett                        | самозванец Уилл Соннетт (1 эпизод)     |
| 1968—1969  | с   | Блонди                                    | Blondie                                         | Х. Х. Хилтон (2 эпизода)               |
| 1968—1974  | с   | Диснейленд                                | Disneyland                                      | разные роли (4 эпизода)                |
| 1969       | тф  | Банда стариков                            | The Over-the-Hill Gang                          | мэр Нард Ланди                         |
| 1969       | ф   | Неприятности с девушками                  | The Trouble with Girls                          | Джонни                                 |
| 1969       | с   | Смелые: Защитники                         | The Bold Ones: The Protectors                   | Харрис Конрад(1 эпизод)                |
| 1969       | с   | Отряд «Стиляги»                           | The Mod Squad                                   | Вайнленд (1 эпизод)                    |
| 1969—1970  | с   | Суть дела                                 | The Name of the Game                            | разные роли (2 эпизода)                |
| 1969—1970  | с   | Моя жена меня приворожила                 | Bewitched                                       | разные роли (2 эпизода)                |
| 1969—1973  | с   | Любовь по-американски                     | Love, American Style                            | разные роли (4 эпизода)                |
| 1970       | тф  | Нарушители                                | The Intruders                                   | Элтон Дикстра                          |
| 1970       | ф   | Тора! Тора! Тора!                         | Tora! Tora! Tora!                               | адмирал Гарольд Р. Старк               |
| 1970       | тф  | Ковбои                                    | The Kowboys                                     | капитан Уокер                          |
| 1970       | с   | Гавайи 5-O                                | Hawaii Five-O                                   | Розвел Борден (1 эпизод)               |
| 1970       | с   | Магазинные юристы                         | Storefront Lawyers                              | Джозеф Карлсон (1 эпизод)              |
| 1970—1972  | с   | Шоу Дорис Дэй                             | The Doris Day Show                              | полковник Флейрбёрн (5 эпизодов)       |
| 1971       | тф  | Трэвис Логан, окружной прокурор           | Travis Logan, D.A.                              | судья Роуз                             |
| 1971       | тф  | Не дави, я нападу, когда буду готов       | Don't Push, I'll Charge When I'm Ready          | майор Ральф Уотсон                     |
| 1971       | тф  | Эдди                                      | Eddie                                           | мистер Милбёрн                         |
| 1971       | тф  |                                           | Внутри O.U.T                                    | Inside O.U.T / финансовый директор     |
| 1971       | с   | Прозвища Смит и Джонс                     | Alias Smith and Jones                           | Ральф Питерсон (1 эпизод)              |
| 1972       | ф   | Аванти!                                   | Avanti!                                         | Джей Джей Блоджет                      |
| 1972       | ф   | Сейчас вы его видите, теперь — нет        | Now You See Him, Now You Don't                  | мистер Сэмпсон                         |
| 1972       | тф  | Человек, который пришёл к обеду           | The Man Who Came to Dinner                      | Эрнест В. Стэнли                       |
| 1972       | тф  | Корпорация «Помощь»                       | Help, Inc.                                      | мистер Вэнден Ховел                    |
| 1972       | с   | О’Хара, Казначейство США                  | O'Hara, U.S. Treasury                           | Остин Бейли (1 эпизод)                 |
| 1972       | с   | Шоу Дона Риклза                           | The Don Rickles Show                            | Кроуфорд (1 эпизод)                    |
| 1972       | с   | Оуэн Маршалл, адвокат                     | Owen Marshall, Counselor at Law                 | разные роли (2 эпизода)                |
| 1972       | с   | Смелые: Новые доктора                     | The Bold Ones: The New Doctors                  | Джарви Коул (1 эпизод)                 |
| 1972       | с   | Шоу Пола Линде                            | The Paul Lynde Show                             | Хьюберт Т. Хоуп (1 эпизод)             |
| 1972       | с   | Улицы Сан Франциско                       | The Streets of San Francisco                    | Джо Касвелл (1 эпизод)                 |
| 1972       | с   | Температура растёт                        | Temperatures Rising                             | доктор Краун (1 эпизод)                |
| 1972—1973  | с   | Макмиллан и жена                          | McMillan & Wife                                 | разные роли (2 эпизода)                |
| 1973       | ф   | Чарли и ангел                             | Charley and the Angel                           | Эрни Бэнкер                            |
| 1973       | ф   | Орвил и Уилбур                            | Orville and Wilbur                              |                                        |
| 1973       | тф  | Элвин Великолепный                        | Alvin the Magnificent                           |                                        |
| 1973       | с   | Затерянные среди звёзд                    | The Starlost                                    | Линус Фартинг (1 эпизод)               |
| 1973       | с   | Новое шоу Дика Ван Дайка                  | The New Dick Van Dyke Show                      | Питер Неллис (1 эпизод)                |
| 1974       | тф  | Вундеркинд и тайна в Ривертоне            | The Whiz Kid and the Mystery at Riverton        | мэр Мэсси                              |
| 1974       | ф   | Фотограф                                  | The Photographer                                | сержант Сид Коллинз                    |
| 1974       | с   | Обширный мир тайн                         | The Wide World of Mystery                       | (1 эпизод)                             |
| 1975       | тф  | Бал пожарного                             | The Fireman's Ball                              | Трасдейл                               |
| 1975       | с   | Новобранцы                                | The Rookies                                     | Джером Лайлз (1 эпизод)                |
| 1975       | с   | Полицейская история                       | Police Story                                    | Морт Шайделл (1 эпизод)                |
| 1975       | с   | Женщина-полицейский                       | Police Woman                                    | Кэлхоун (1 эпизод)                     |
| 1975       | с   | Арчер                                     | Archer                                          | Саймон Грейвз (1 эпизод)               |
| 1975       | с   | Варварский берег                          | Barbary Coast                                   | Фрэнк ГРаймс (1 эпизод)                |
| 1975       | с   | Эллери Куин                               | Ellery Queen                                    | Спенсер Локридж (1 эпизод)             |
| 1976       | тф  | Как испортить счастливый развод           | How to Break Up a Happy Divorce                 | человек на концерте                    |
| 1976       | тф  | Колокол, книга и свеча                    | Bell, Book and Candle                           | епископ Фейрбарн                       |
| 1976       | с   | Санфорд и сын                             | Sanford and Son                                 | Сэм Джордон (1 эпизод)                 |
| 1976       | с   | Отряд монстров                            | Monster Squad                                   | мэр Голдвин (2 эпизода)                |
| 1977       | с   | Чико и человек                            | Chico and the Man                               | Би Джей Блинки Фостер (1 эпизод)       |
| 1977       | с   | Шоу Маклина Стивенсона                    | The McLean Stevenson                            | капитан (1 эпизод)                     |
| 1977       | с   | Однажды за один раз                       | One Day at a Time                               | Клод Куинси (1 эпизод)                 |
| 1977       | с   | Ангелы Чарли                              | Charlie's Angels                                | Мейсон Фейрчайлд (1 эпизод)            |
| 1977       | с   | Лодка любви                               | The Love Boat                                   | лидер старшей группы (1 эпизод)        |
| 1978       | тф  | Лэйси и королева Миссисипи                | Lacy and the Mississippi Queen                  | Айзек Харрисон                         |
| 1978       | ф   | Старшекурсники                            | The Seniors                                     | банкир                                 |
| 1978       | с   | Шоу Боба Ньюхарта                         | The Bob Newhart Show                            | директор Бэннистер (1 эпизод)          |
| 1978       | с   | Жизнь и времена Гриззли Адамса            | The Life and Times of Grizzly Adams             | Марвин Великолепный (1 эпизод)         |
| 1978       | с   | Остров фантазий                           | Fantasy Island                                  | Донни (1 эпизод)                       |
| 1979       | тф  | Под прикрытием в Ку-Клукс-Клане           | Undercover with the KKK                         | Пэт Маррэй                             |
| 1979       | с   | Суперпоезд                                | Supertrain                                      | Гарри Флад (9 эпизодов)                |
| 1979       | с   | Медэксперт Куинси                         | Quincy M.E.                                     | мэр Эд Джойнер (1 эпизод)              |
| 1980       | с   | Мэтт и Дженни                             | Matt and Jenny                                  | судья Кларенс Уиллоуби (1 эпизод)      |
| 1981       | с   | Би Джи и Медведь                          | B.J. and the Bear                               | дядя Барни (1 эпизод)                  |
| 1982       | с   | Трое — это компания                       | Three's Company                                 | дедушка Триппер (1 эпизод)             |
| 1982       | с   | Различные ходы                            | Diff'rent Strokes                               | мистер Слоун (1 эпизод)                |
| 1984       | ф   | Гремлины                                  | Gremlins                                        | мистер Корбен                          |
| 1984       | ф   | Шестнадцать свечей                        | Sixteen Candles                                 | Говард                                 |